# Поганець (Горгани)
Пога́нець — гірська вершина в межах Долинського району Івано-Франківської області, на південний схід від села Мислівки.

## Розташування
Розташована в західних Горганах (Українські Карпати), на хребті, що тягнеться від річки Свічі до річки Молода, і включає такі вершини: Великий та Малий Лисаки, Яйко-Ілемське, Поганець, Укерня, Сиваня Лолинська, Молода, Яйко-Перегінське. Є однією з найвищих вершин в даному пасмі. На півночі на відстані 1,2 км розташовується гора Яйко-Ілемське, яка відділена глибоким сідлом. Іншим сусідом є гора Укерня, яка розташовується на півдні на відстані 1 км.

## Загальні дані
Висота 1667 м. Західні, південно-західні і північні схили стрімкі, місцями урвисті. Поверхня поблизу вершини частково вкрита кам'яними розсипищами — греготами. Верх гори відкритий. Схили вкриті гірсько-сосновим криволіссям, що переходить у смерічники.
На південь від гори розташовується заповідне урочище «Укерна».

## Шляхи
Через вершину проходить маркований маршрут (чорні знаки), який веде з полонини Солотвинка через вершини Сиваня Лолинська, Укерня, Поганець до Яйка-Ілемського. Є ще знакований маршрут (червоні знаки) з долини річки Свіча на західний відріг гори Поганець, проте цей шлях у поганому стані і відновлюватись не буде.

## Світлини

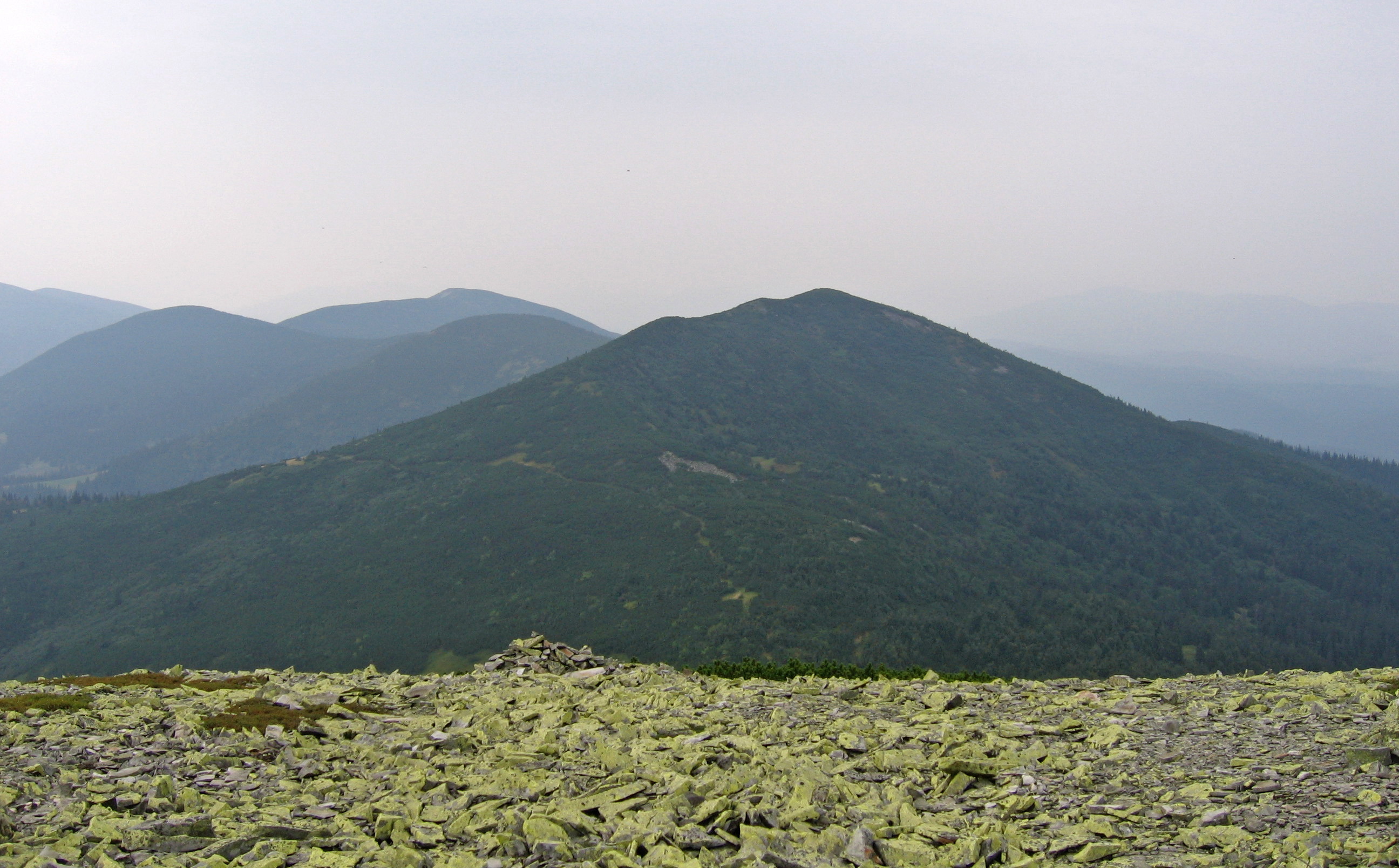
Вид на Поганець з Яйка-Ілемського